# 鄂尔多斯博物馆
鄂尔多斯博物馆，位于内蒙古自治区鄂尔多斯市康巴什新区文化西路南5号，是鄂尔多斯市属综合性博物馆。

## 历史
2006年5月26日，鄂尔多斯博物馆由MAD建筑事务所设计，奠基开工建设，2011年主体建筑完工。2012年5月18日国际博物馆日，免费对外正式开放。鄂尔多斯博物馆占地面积27760平方米，建筑面积41227平方米，地下一层、地上四层、局部八层，7个专业展厅的总面积达到10000平方米。建筑造型像一颗坠入沙漠的陨石，也像蒙古包，建筑顶部线条创造出丰富的内部空间；表层古铜色金属材料象征着以青铜器为代表的北方草原游牧文明。
博物馆开馆后，设四个常规展览：《农耕、游牧·交融、碰撞——鄂尔多斯通史展》、《鄂尔多斯蒙古族历史文化展》、《鄂尔多斯社会发展成就展》、《鄂尔多斯古生物展》。另外还经常举办临时展览。鄂尔多斯博物馆通过征集民间文物，以及收藏乌兰木伦等遗址的出土文物，使馆藏文物在2013年达到23000多件。
2017年，鄂尔多斯博物馆被中国博物馆协会评为第三批国家一级博物馆。

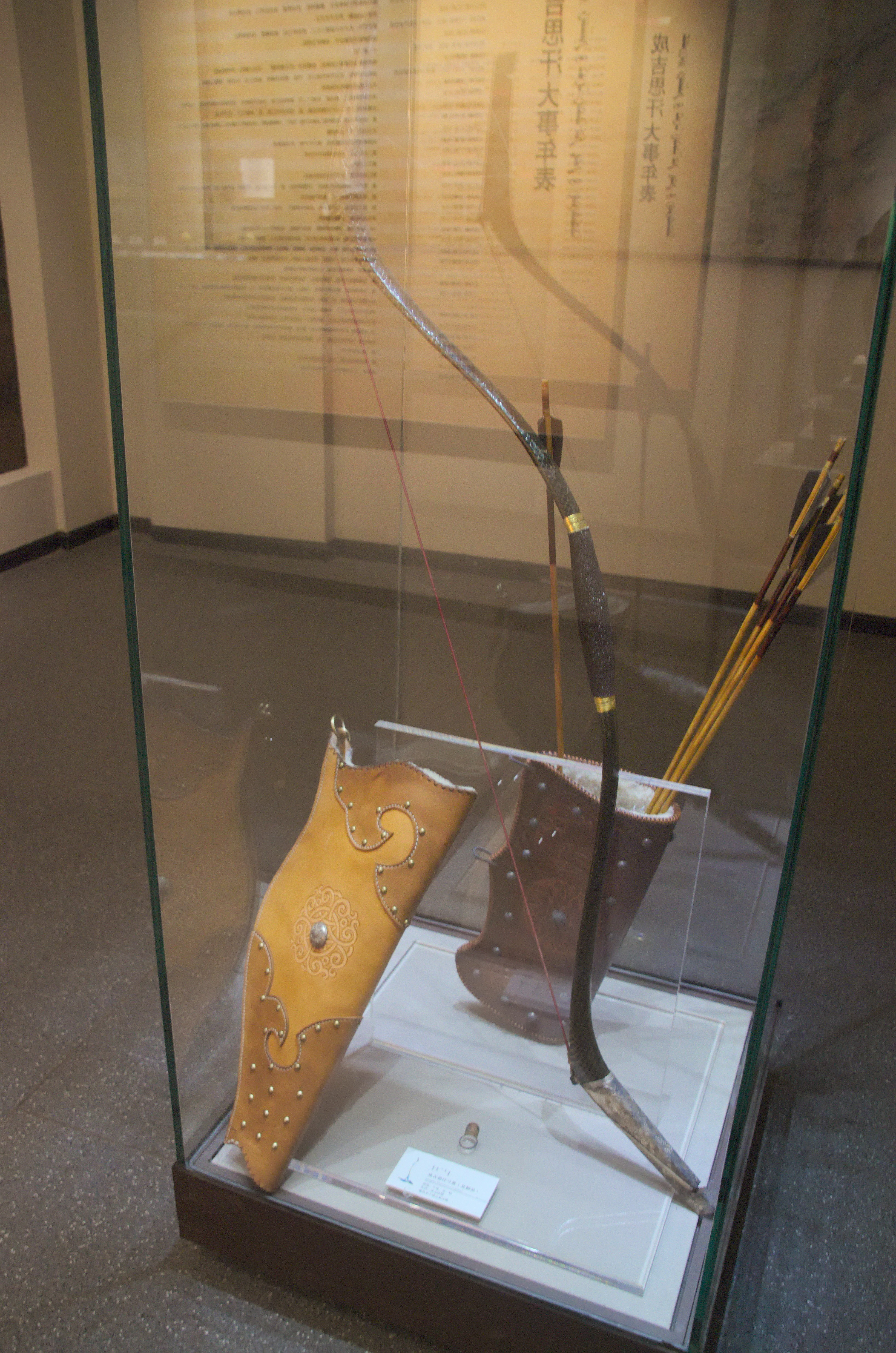
成吉思汗弓箭（复制品）
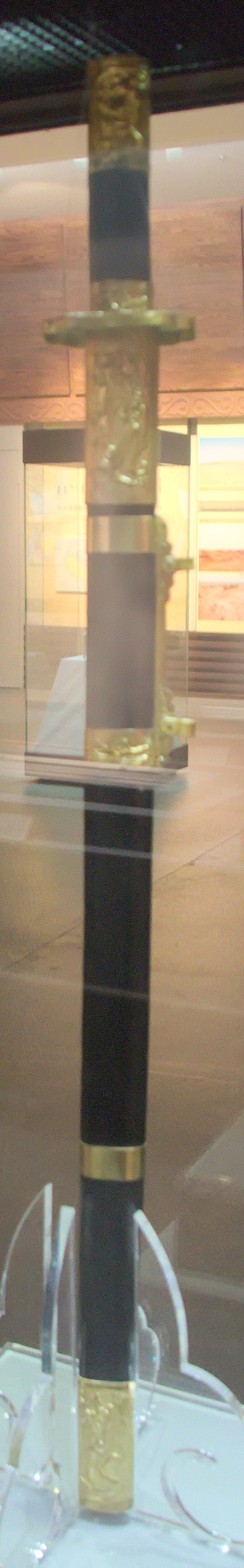
成吉思汗剑（复制品）
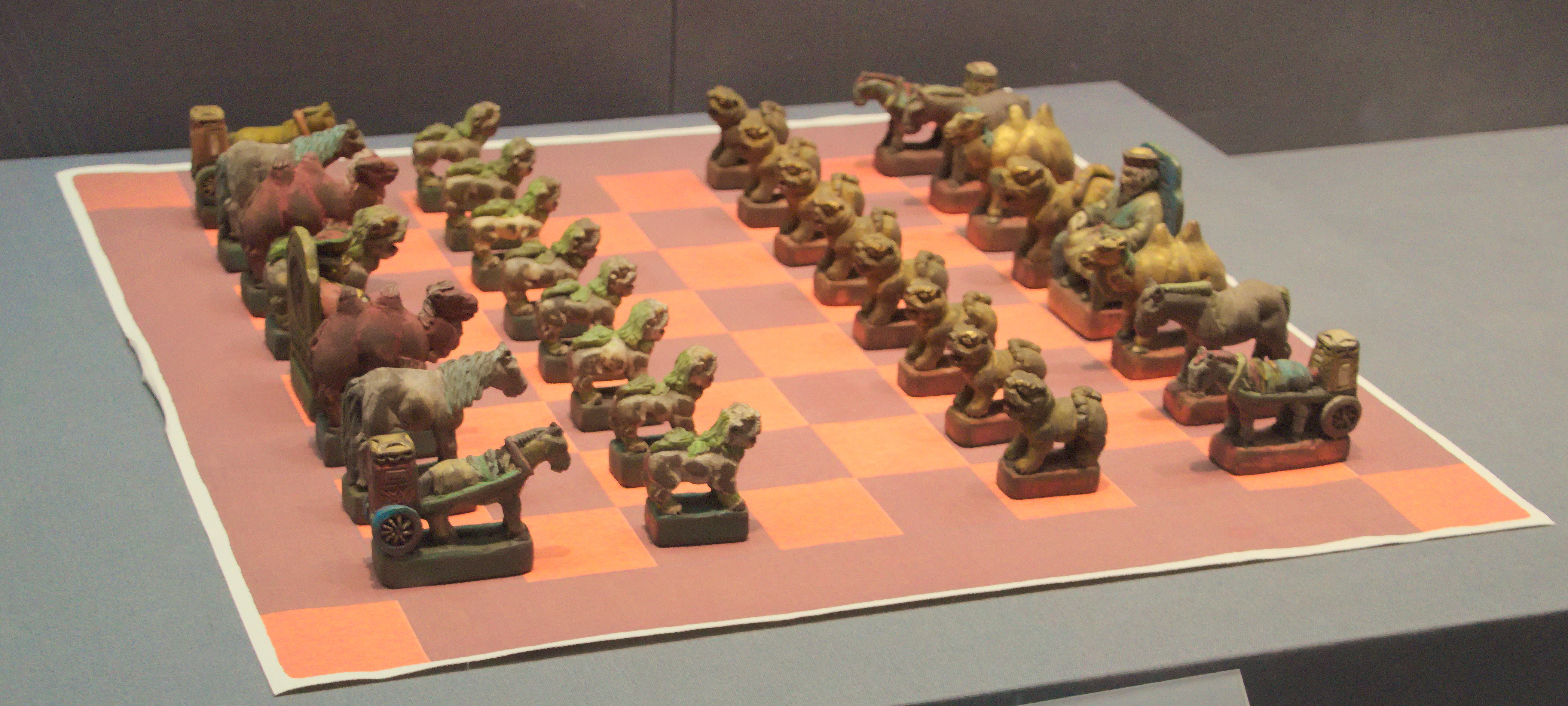
蒙古象棋
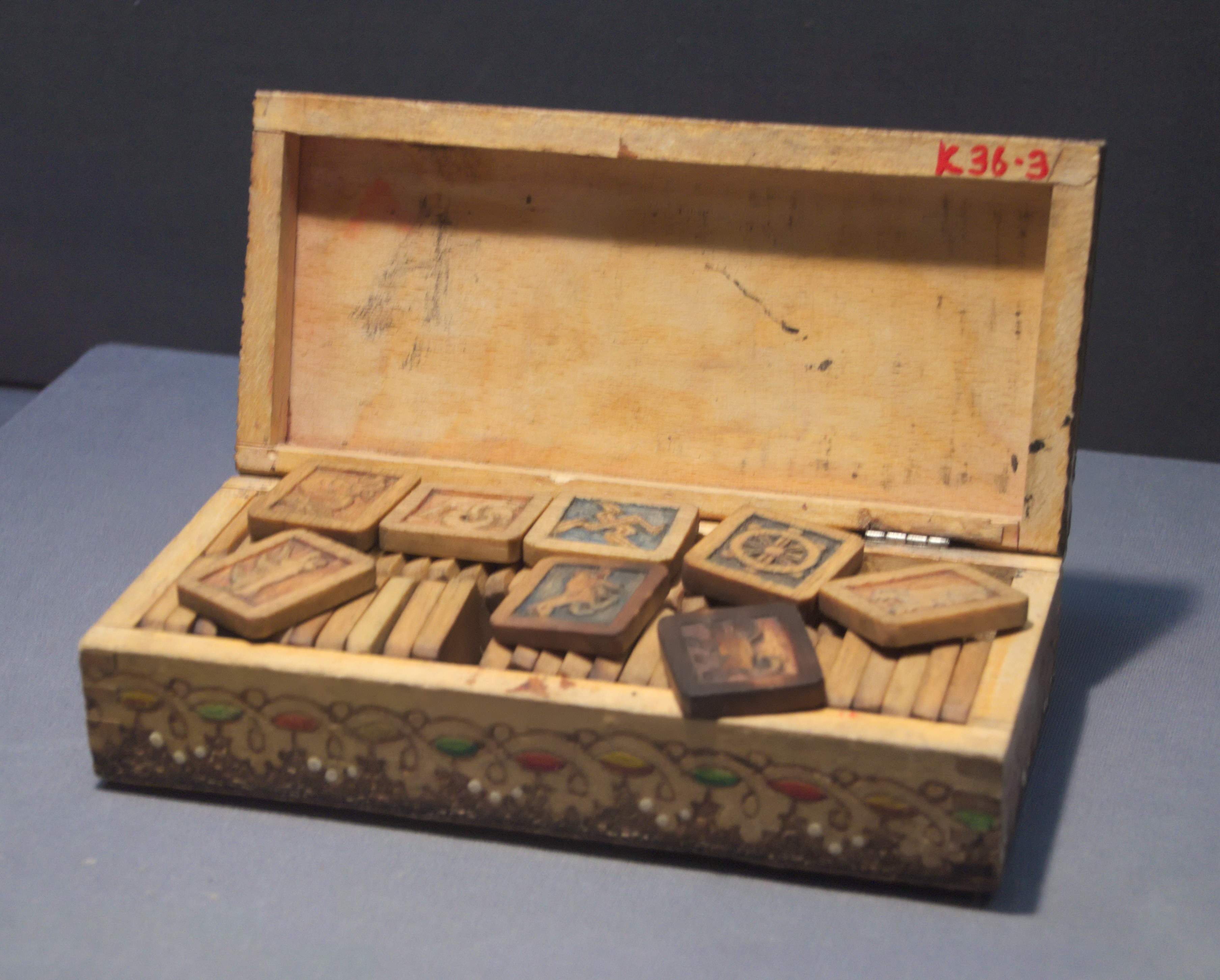
诺日布牌
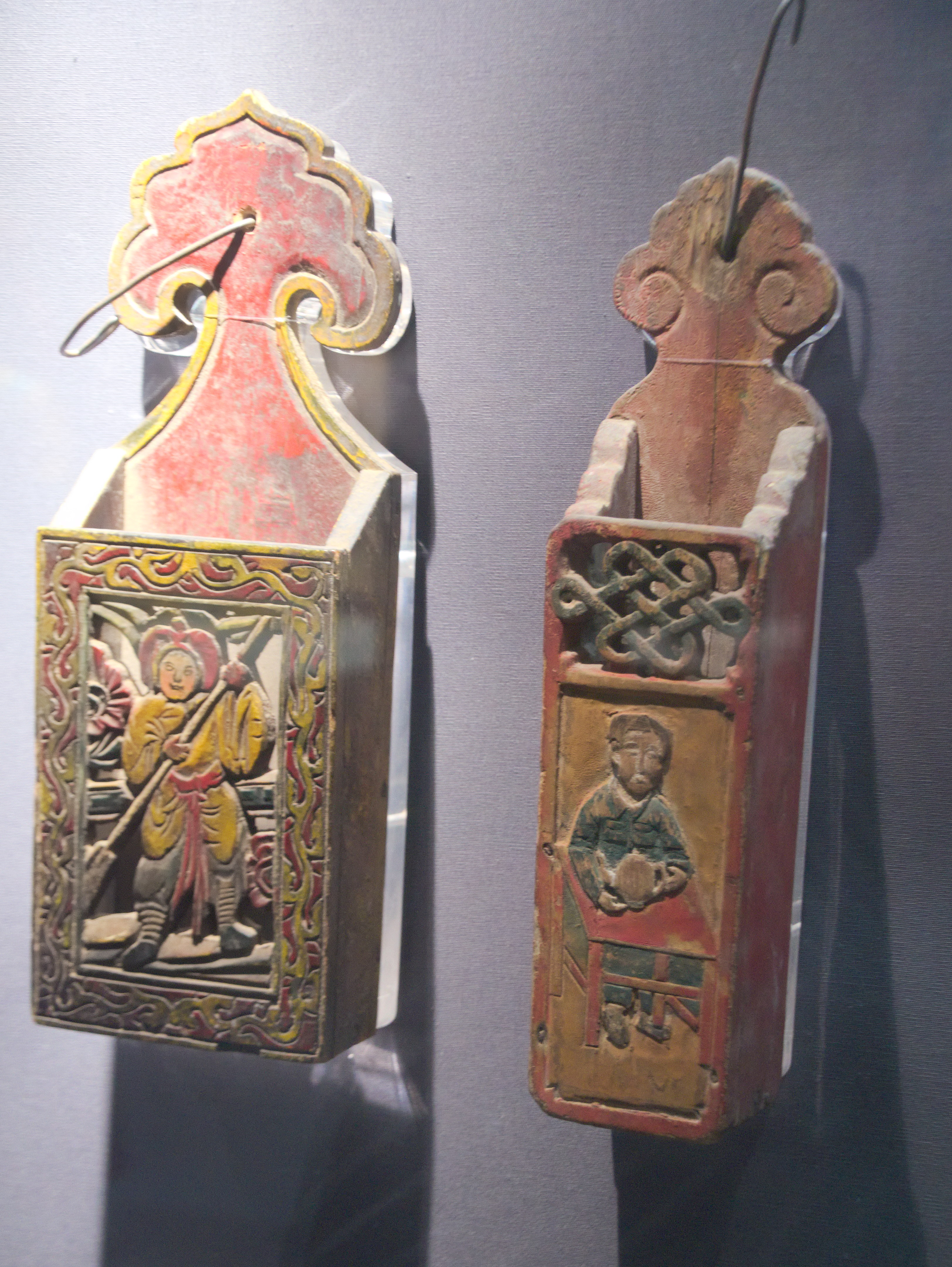
清代木筷盒子
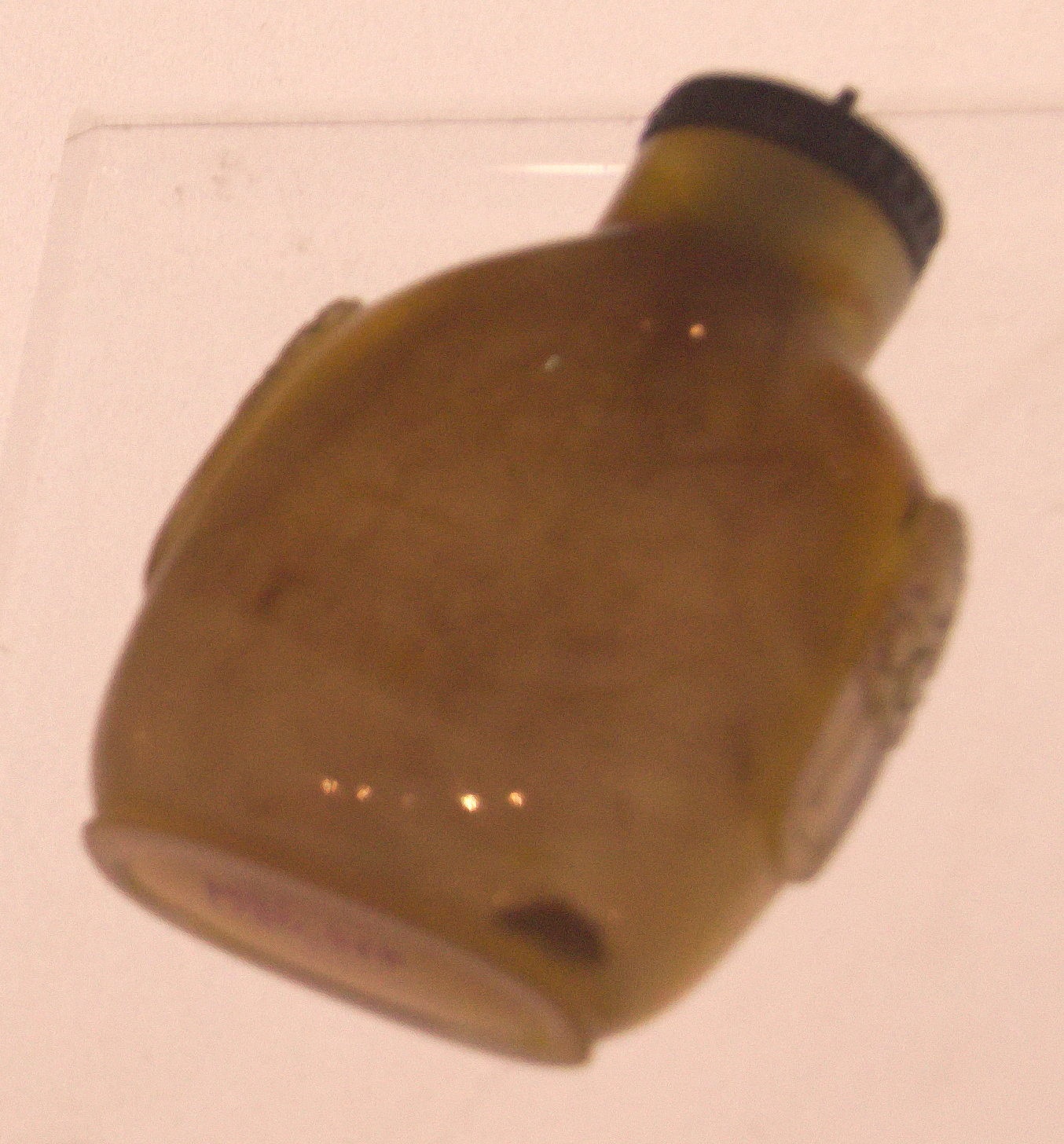
蒙古族鼻烟壶
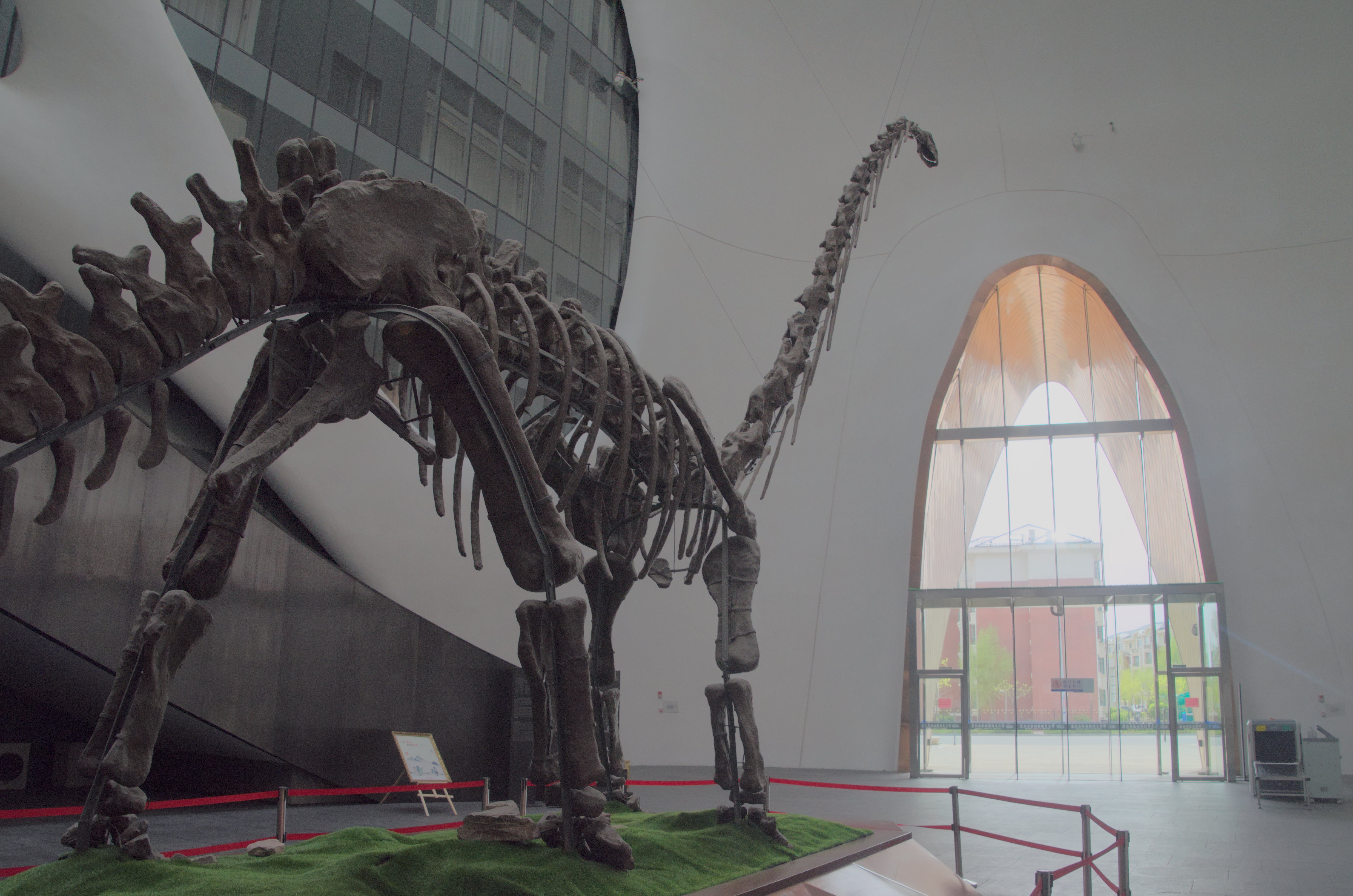
马门溪龙属
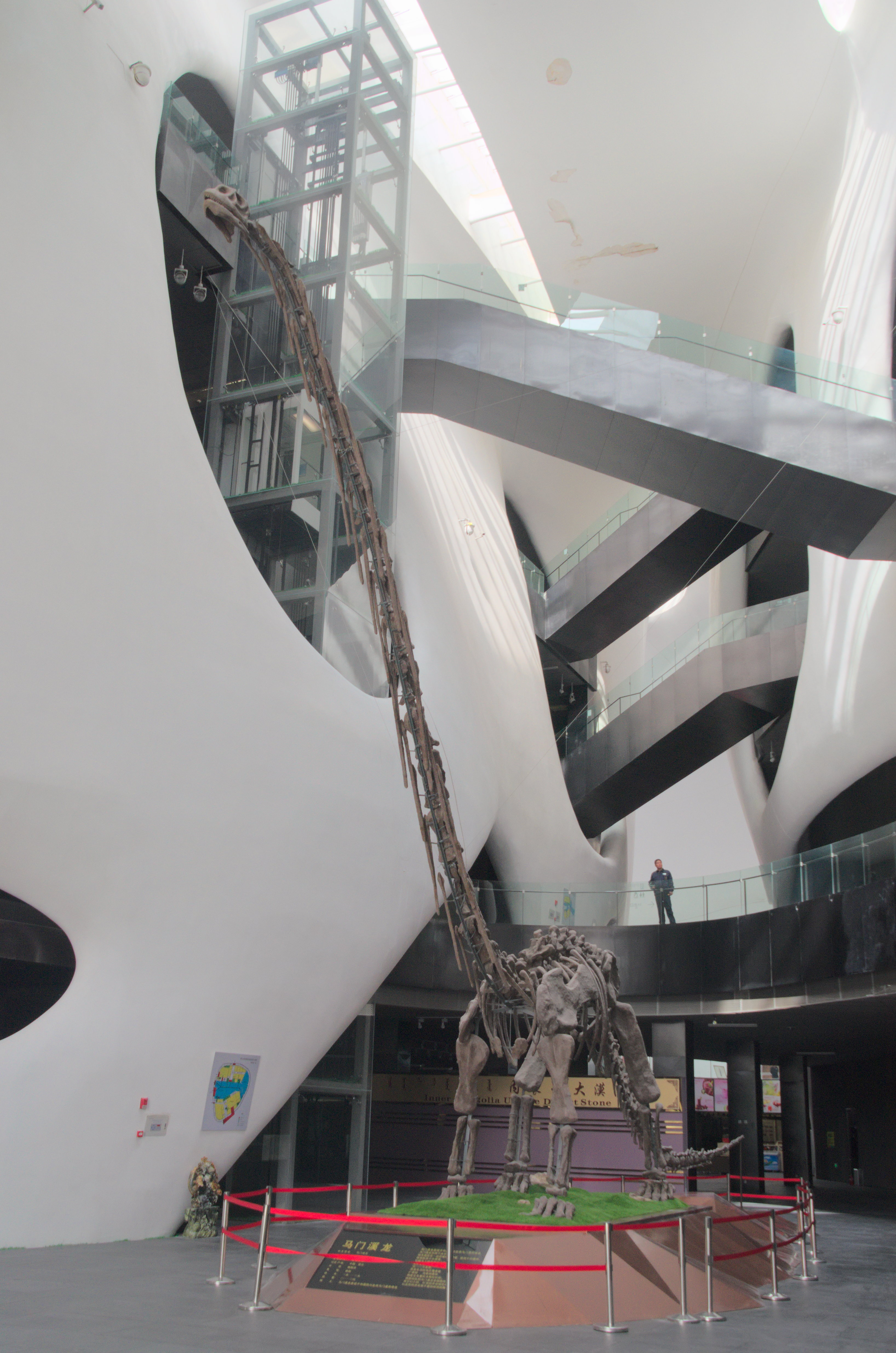
马门溪龙属